# Сергије Малопинежски
Сергије Малопинежски (рођ. Симеон Маркијанович Некљуд; 1493-1585) - јеросхимонах, преподобни Руске православне цркве.

## Биографија
Рођен је 1493. године у породици Маркијана Стефановича Неклуда, православног свештеника Сурског села Малопинежског округа Архангелске губерније, који је дошао од новгородских бојара, али је отишао на север након што је Иван III коначно освојио слободни град Новгород. Мајка – Аполинарија је такође имала племићко порекло. Симеон је код куће стекао добро образовање и васпитаван је у строгој побожности и био је „врло упућен у свете књиге“.

### Ђурђевска црква
Оженио се и 1523. године је рукоположен за презвитера новосаграђене Преображенске и Георгијевске цркве у Малопинежској војсци, где је 62 године служио као парох и поучавао парохијане речју и делом. Тако ретку, по својој дуговечности, службу, поред ревносног вршења уобичајених парохијских дужности, обележио је и апостолски подвиг превођења „некрштених чуда” — незнабожаца — у православље. Према летопису, Сергије је имао „милосрдну душу, чист ум, весело срце, понизност и тиху тврђаву, љубав истински неотворену и био је милостив према сиромасима до несебичности“.
Својим дугим и светим животом Симеон је стекао велику славу, љубав и поштовање.
Последње године свог живота примио је монашки постриг и узео схиму са именом Сергије.
Сергије је умро 16. новембра 1585; његове мошти су положене у дрвеној капели Преображенске цркве.
Успомена на светог Сергија одаје се на дан упокојења и у Саборном храму Вологдских светитеља.